# Самеле, Луиджи
Луиджи Самеле (итал. Luigi Samele; род. 25 июля 1987) — итальянский фехтовальщик на саблях, четырёхкратный призёр Олимпийских игр, многократный призёр чемпионатов мира, трёхкратный чемпион Европы, победитель мирового кубка.

## Биография

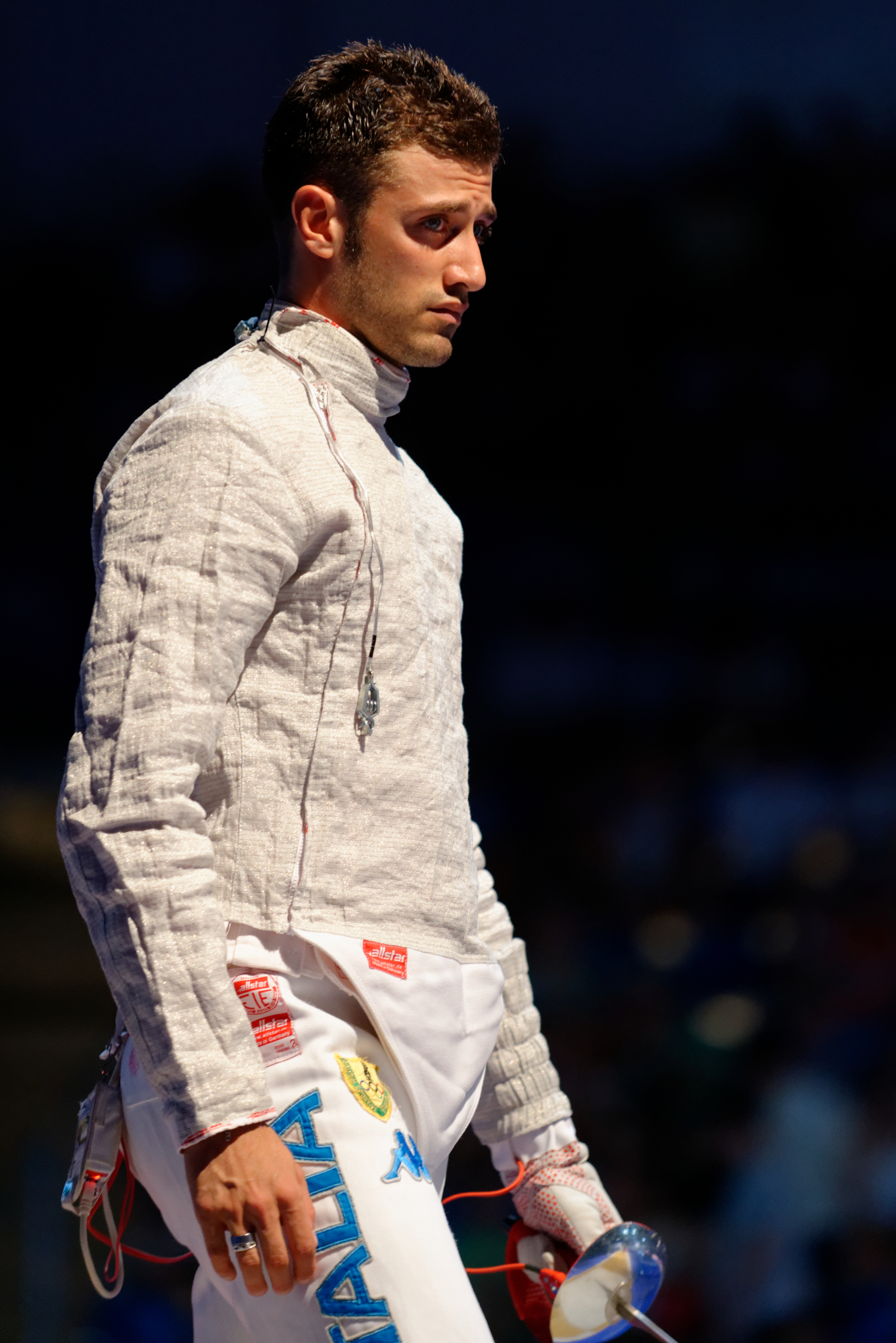
2013 год

Луиджи являлется братом Риккардо Самеле, международного судьи по фехтованию. Его тренер — Андреа Теренцио. Он трижды становился чемпионом Европы по фехтованию в командной сабле. Являлся победителем этапа Кубка мира по фехтованию в Чикаго в 2014 году и в Канкуне в 2016 году. Выиграл золотую медаль в личном зачете на чемпионате мира среди кадетов в Пловдиве. В 2005 году в Тапольце на чемпионате Европы по фехтованию среди юниоров он выиграл золотую медаль как в личном, так и в командном зачете. В 2006 году он стал победителем юношеского чемпионата мира.
В качестве резервного спортсмена принимал участие в Олимпийских играх 2012 года в Лондоне, участвовал в матче за третье место в составе сборной Италии, завоевал бронзовую медаль в командной сабле с Диего Оккьюцци, Альдо Монтано и Луиджи Тарантино.
4 раза входил в первую десятку итогового рейтинга индивидуального Кубка мира по фехтованию на саблях.
В 2016 году в Риме, в 2019 году в Палермо и в 2021 году в Кассино на абсолютном чемпионате Италии по фехтованию Луиджи становился чемпионом Италии в индивидуальном зачете на саблях.
В 2018 году он стал обладателем серебра в мужском командном турнире на чемпионате мира в Уси и на чемпионате Европы в Нови-Саде.
24 июля 2021 года в финале олимпийского турнира в Токио он уступил именитому сопернику из Венгрии Арону Силадьи и завоевал серебряную медаль в индивидуальных соревнованиях на саблях.
На Олимпийских играх 2024 года в Париже завоевал бронзу в личной сабле через несколько дней после своего 37-летия.